# Šnekožrout indonéský
Šnekožrout indonéský (Aplopeltura boa) je had z čeledi Pareatidae, jenž se přirozeně vyskytuje v jihovýchodní Asii.

## Systematika
Druh poprvé popsal německý zoolog Heinrich Boie roku 1828, přičemž pro něj zvolil vědecké jméno Amblycephalus boa. Současná systematika považuje šnekožrouta indonéského za jediného zástupce samostatného rodu Aplopeltura, který tvoří součást čeledi Pareatidae. Rodové jméno se pravděpodobně odvozuje z řeckých slov aπλώς (= „jednoduchý“) a πέλτη (= „šupina“), původně se tak označoval typ malého štítu, jenž byl využíván za dob antického Řecka.

## Výskyt
Šnekožrout indonéský se vyskytuje v jihovýchodní Asii, jeho areál výskytu se táhne od jižního Thajska přes Malajský poloostrov až po Malajské souostroví, kde zasahuje mj. na Borneo, Sumatru, Jávu, ostrov Bangka, Natunské ostrovy a četné ostrovy Filipín: Mindanao, Polillo, Samar, Bohol, Palawan nebo Balabac. Šnekožrout indonéský je obyvatelem nížinných a horských vlhkých lesů. Žije až do nadmořské výšky okolo 1 300 metrů.

## Popis
Šnekožrout indonéský je maximálně 85 cm dlouhý had se štíhlým, bočně zploštělým tělem, z něhož asi třetinu zabírá ocas. Hlava je krátká, s tupě zakončeným čenichem a výraznýma očima. Zbarvení se pohybuje od zelenohnědé po červenohnědou, s možnými krémovými skvrnkami na bocích a světlými znaky na hlavě.
Vzor šupin: hřbetní šupiny hladké, 13 řad ve střední části těla; 148–191 ventrálních štítků; 88–131 subkaudálních štítků; anální štítek nedělený.

## Chování

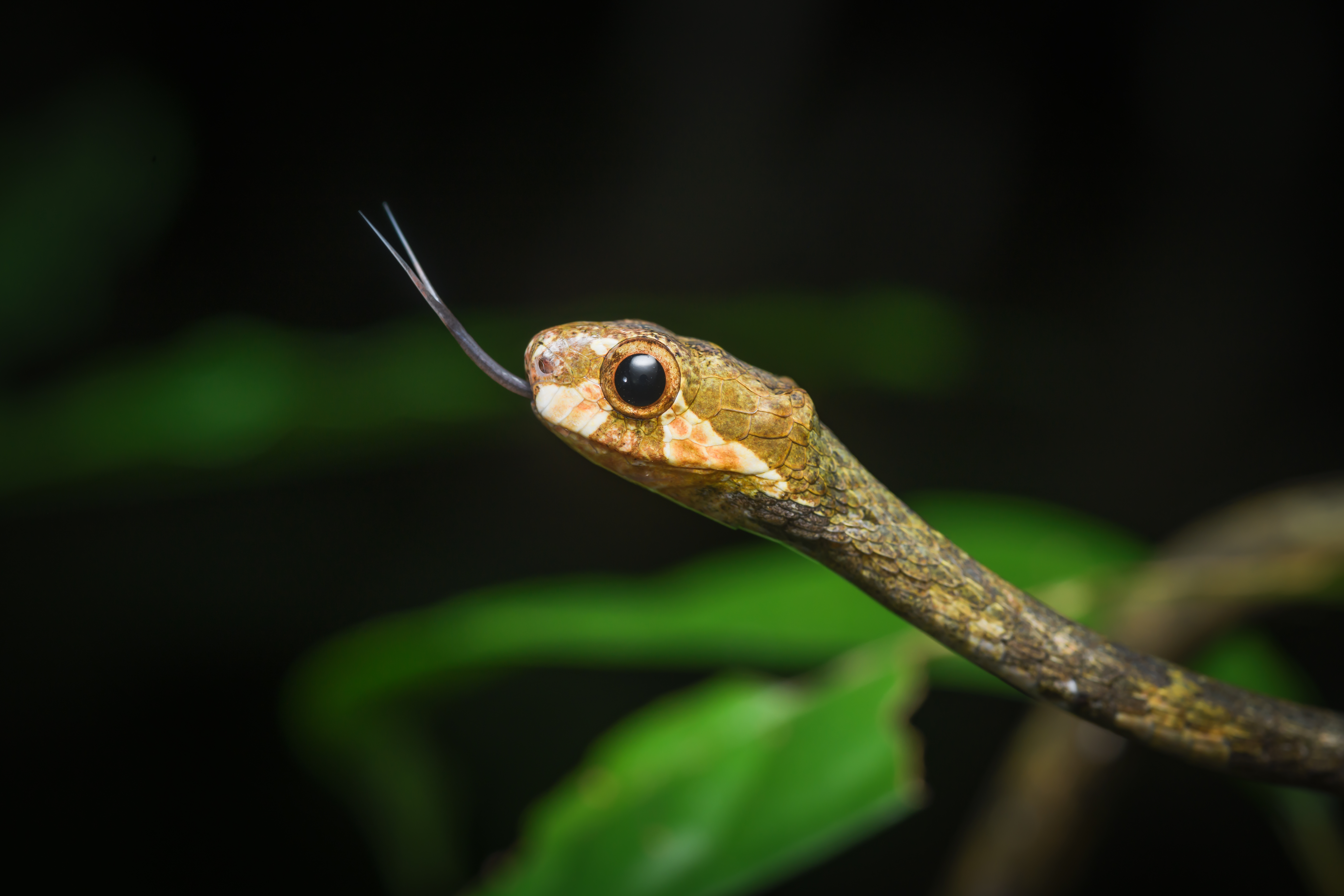
Detail hlavy

Šnekožrout je noční a stromový had, jenž většinu času pobývá v nízké vegetaci. Jeho potravu tvoří převážně plži, a to včetně druhů, které vytvářejí operkulum – trvalé víčko, jež se nachází na horní zadní straně svalnaté nohy příslušného plže. Operkulum je pro hady obecně nestravitelné a může jim způsobit trávicí problémy, včetně neprůchodnosti střev. Vysoce pohyblivé čelisti však šnekožroutovi umožňují tuto nestravitelnou část od měkkého těla plže oddělit. Posuvnými pohyby jedné poloviny dolní čelisti had operkulum doslova „odpiluje“, zatímco druhou polovinou dolní čelisti společně s horní čelistí svou kořist pevně přidržuje. Schopnost cíleně oddělovat části potravy pomocí jednostranných posuvných pohybů čelistního prvku je mezi obratlovci raritní.
Šnekožrout indonéský je vejcorodý had, jenž snáší čtyři až pět vajec.
V případě ohrožení se tento druh brání svinutím do podoby spirály a předstíráním smrti. Na rozdíl od mnoha jiných hadů, typicky užovek, však podobnou tanatózu šnekožrout nedoplňuje vydáváním zápachu ani otevíráním tlamy.

## Ohrožení
Mezinárodní svaz ochrany přírody (IUCN) ve svém vyhodnocení stavu ohrožení z roku 2012 považuje šnekožrouta indonéského za málo dotčený druh, především v důsledku širokého areálu rozšíření, jenž zasahuje i do mnohých chráněných oblastí, a zjevné hojnosti alespoň v některých lokalitách. Podobně jako v případě ostatních druhů z jihovýchodní Asie jsou však i populace šnekožroutů vystaveny rychlému odlesňování, na základě čehož by podle IUCN mohl být tento had v budoucnu zařazen do některé z kategorií pro obecně ohrožené druhy.